# Paul Koek
Paul Koek (Roelofarendsveen, 1954), is een Nederlandse theatermaker en muzikant. Hij studeerde slagwerk in Den Haag op het Koninklijk Conservatorium. In 2004 richtte hij muziektheatersensemble de Veenfabriek op, waar hij tot 2020 artistiek leider van was.

## Biografie
Paul Koek groeide op in Roelofarendsveen. Hij studeerde slagwerk aan het Koninklijk Conservatorium (Den Haag). 
In 1984 sloot Koek zich aan bij Johan Simons en samen richtten zij Theatergroep Hollandia op, een kleine theatergroep die uitsluitend voorstellingen op locatie maakte. Er ontstond een jarenlange samenwerking tussen Koek en Simons. In 2005 richtte Koek vervolgens de Veenfabriek op; een dynamisch en muzikaal muziektheaterensemble dat zich in verschillende vormen en samenstellingen presenteert. 
Sinds 1991 doceert Koek Muziektheater aan de interfaculteit Art Science van het Koninklijk Conservatorium in Den Haag. In 2010 werd T.I.M.E. (This Is Music-theater Education) opgericht; de nieuwe master muziektheater aan het Koninklijk Conservatorium te Den Haag, op initiatief van Paul Koek en Paul Slangen en gelieerd aan de Veenfabriek.
In november 2009 ontving Koek voor zijn oeuvre de Prins Bernhard Cultuurfonds Theaterprijs.
Bij de Veenfabriek regisseerde hij sinds 2004 een groot aantal voorstellingen, waarbij het werken op locatie en de muzikaliteit belangrijke elementen zijn.
Paul Koek is getrouwd met poppenspeler Marike Koek en vader van vier kinderen, waaronder actrice Bobbie Koek.

## Werk

### Studietijd
Tijdens zijn studie werkte Koek samen met verschillende muzikanten, componisten en kunstenaars. Hij maakte deel uit van de ensembles Hoketus van Louis Andriessen en LOOS van Peter van Bergen. Verder werkte hij samen met kunstenaars als Edward Luyken, Benjamin Verdonck, Peter Greenaway, Dick Raaijmakers, Heiner Goebbels en Bob Wilson. Na zijn studie was Koek enkele jaren verbonden aan Toneelgroep De Appel.

### Theatergroep Hollandia
Johan Simons en Koek richtten Theatergroep Hollandia op met de bedoeling theater te maken op plaatsen waar nog geen theater is en voor een publiek dat normaliter niet met theater in aanraking komt. Ze concentreerden zich op het platteland van Noord-Holland. In 2001 fuseerde Hollandia met het repertoiregezelschap Zuidelijk Toneel in Eindhoven dat vooral in de grote theaterzalen van Nederland speelde. Samen waren zij tot 2005 ZT Hollandia. 

### De Veenfabriek
In 2004 verliet Koek ZT Hollandia om in Leiden zijn eigen muziektheaterensemble op te richten: de Veenfabriek. De eerste voorstelling die door de Veenfabriek werd gespeeld was WEEF!, een samenwerking met Boukje Sweigman en Theun Mosk. 
De Veenfabriek is een ensemble waarin kunstenaars en wetenschappers samenwerken die zich verhouden tot elkaars werk en denken, de maatschappij, de wetenschap en het ambacht. De Veenfabriek is daarom meer dan een muziektheatergezelschap dat zich tot enige taak stelt om een aantal muziektheatervoorstellingen per jaar te produceren. Zonder afstand te doen van deze belangrijke opdracht richt de Veenfabriek zich tegelijkertijd op het permanente onderzoek naar nieuwe podiumkunstvormen waarin verschillende kunstdisciplines met elkaar geconfronteerd worden.